# Gäddtjärnen (Ytterhogdals socken, Hälsingland)
Gäddtjärnen är en sjö i Härjedalens kommun i Hälsingland och ingår i Ljusnans huvudavrinningsområde. Sjön har en area på 0,0761 kvadratkilometer och ligger 261,2 meter över havet.

## Delavrinningsområde
Gäddtjärnen ingår i det delavrinningsområde (689785-145778) som SMHI kallar för Utloppet av Västra Sjugarsjön. Medelhöjden är 272 meter över havet och ytan är 11,09 kvadratkilometer. Det finns inga avrinningsområden uppströms utan avrinningsområdet är högsta punkten. Vattendraget som avvattnar avrinningsområdet har biflödesordning 3, vilket innebär att vattnet flödar genom totalt 3 vattendrag innan det når havet efter 203 kilometer. Avrinningsområdet består mestadels av skog (47 procent) och sankmarker (40 procent). Avrinningsområdet har 0,84 kvadratkilometer vattenytor vilket ger det en sjöprocent på 7,6 procent.